# Jean Pinsello
Jean Pinsello (Saint-Égrève, Isèra, 8 de juny de 1953) fou un ciclista amateur francès, que es va especialitzar en la pista. Va guanyar una medalla de bronze al Campionat del món de Mig fons de 1975, per darrere del neerlandès Gaby Minneboo i del català Miquel Espinós.